# Jyske Bank Boxen
Jyske Bank Boxen é uma arena inaugurada em outubro de 2010 na cidade dinamarquesa de Herning, com capacidade máxima de 15 mil pessoas.
A arena organiza concertos e eventos esportivos tais como basquetebol, voleibol, handebol e competições de ginástica. Tendo já sido uma das sedes do Campeonato Europeu de Andebol Feminino de 2010 e Campeonato Europeu de Andebol Masculino de 2014, além do Campeonato Europeu de Natação em Piscina Curta de 2013.
Em 2015 a Arena será palco principal do Campeonato Mundial de Andebol Feminino.
Entre os principais artistas que já se apresentaram na Arena destacam-se Lady Gaga, Kylie Minogue, Britney Spears, Robbie Williams, Queen, Adele e Katy Perry.